# Robin Beck
Robin Beck (New York, 7 november 1954) is een Amerikaanse zangeres.
Robin Beck begon oorspronkelijk als achtergrondzangeres. Ze zong onder meer bij Melissa Manchester, Chaka Khan en Leo Sayer. In 1979 bracht ze haar eerste soloalbum uit, Sweet Talk. Het werd geen succes, ook al had ze Luther Vandross en Irene Cara als achtergrondzangers op dit album.
In 1989 scoorde ze een nummer 1-hit met First Time in onder meer Groot-Brittannië, Duitsland en Nederland. Het nummer werd vooral een hit dankzij een reclame van Coca-Cola. Haar album, Trouble or Nothing, werd in melodieuze rockkringen zeer goed ontvangen en verkocht redelijk.
In 1992 scoorde ze nog een klein hitje in Duitsland met het nummer Tears in the rain.
In datzelfde jaar werd ook haar nieuwe soloalbum Human Instinct uitgebracht. Ook dit album werd, ondanks de hulp van enkele gerenommeerde musici, geen succes.
Na de volgende cd, het in 1994 uitgebrachte album Can't Get Off, werd het even stil rond miss Beck.
In 1997 huwde ze James Christian, zanger van de Amerikaanse rockband House Of Lords. Ze kregen samen een dochtertje, Olivia. In 1998 nam ze een duet op met de Italiaanse Pupo. Het nummer werd alleen in Italië en Duitsland uitgebracht. In 1999 bracht Beck (onder andere in Duitsland) twee nieuwe singles uit, Jewel in my Crown en Shut up and Kiss Me.
Pas in 2003 liet Beck dan weer wat van zich horen in de vorm van de nieuwe cd Wonderland, (mede) geproduceerd door haar echtgenoot. Deze cd werd in 2005 opgevolgd door het album Do You Miss Me. Dat laatste album luidde haar terugkeer in naar de rockstijl van het album Trouble or Nothing. Het album verkocht redelijk goed in onder andere Duitsland en Engeland.
In 2006 werd First Time geremixt door de dancegroep Sunblock en op single uitgebracht. Voor het eerst stond ze (als Sunblock feat. Robin Beck) dus weer in de Nederlandse Top 40. Ondertussen werkt Beck samen met haar echtgenoot alweer aan een nieuw album.

## Discografie
- Sweet Talk (1979)
- Trouble Or Nothin' (1989)
- Human Instinct (1992)
- Can't Get Off (1994)
- Wonderland (2003)
- Do You Miss Me (2005)
- Underneath (2013)

### Singles
| Single met eventuele hitnotering(en) in de Nederlandse Top 40 | Datum van verschijnen | Datum van binnenkomst | Hoogste positie | Aantal weken | Opmerkingen                            |
| ------------------------------------------------------------- | --------------------- | --------------------- | --------------- | ------------ | -------------------------------------- |
| First Time                                                    | 1988                  | 17-12-1988            | 1               | 11           |                                        |
| First Time                                                    | 2006                  | 24-06-2006            | 28              | 3            | met Sunblock / Dancesmash op Radio 538 |

| Single met hitnotering(en) in de Vlaamse Ultratop 50 | Datum van verschijnen | Datum van binnenkomst | Hoogste positie | Aantal weken | Opmerkingen |
| ---------------------------------------------------- | --------------------- | --------------------- | --------------- | ------------ | ----------- |
| First Time                                           | 1988                  | 17-12-1988            | 1               | 14           |             |

### NPO Radio 2 Top 2000
| Nummer met noteringen in de NPO Radio 2 Top 2000 | '99  | '00  |
| ------------------------------------------------ | ---- | ---- |
| First Time                                       | 1473 | 1767 |

1. ↑  Een vetgedrukt getal geeft de hoogste notering aan.
2. ↑  Deze tabel is bijgewerkt tot en met de laatste editie (2024).